# Monte Fico
Il Monte Fico è un rilievo dell'isola d'Elba.

## Descrizione
Situato nel settore orientale dell'isola, presso Rio Marina, raggiunge un'altezza di 268 metri sul livello del mare.
Il toponimo, attestato nel 1840 nella forma Il Fico, fa riferimento alla presenza di Ficus carica.